# Nehoiu
Nehoiu (pronunciación: [neˈhoju]) es una ciudad con estatus de oraș rumana perteneciente al județ de Buzău.
En 2011 tiene 10 211 habitantes, el 96,31% rumanos.
Se conoce su existencia desde 1549 y adquirió rango de oraș en 1989. Se halla en una zona forestal donde el procesamiento de madera es la industria más importante. Posee un destacable aserradero desde principios de siglo XX.
Se ubica en la carretera 10 a medio camino entre Buzău y Brașov, en el curso alto del río Buzău.